# Marburger Richtlinie
Im Rahmen des Jugendstrafrechts bezieht man sich neben einigen Fallgruppen aus der Rechtsprechung, die das Fehlen erwachsener Reife indizieren sollen, auf die Marburger Richtlinien, um jugendtümliche Kriterien oder das Fehlen erwachsenenspezifischer Kriterien zu erhalten.
Diese sind unter anderem mangelhafte Ausbildung der Persönlichkeit, Hilflosigkeit, Naivität, Neigung zu abenteuerlichen Unternehmungen, spielerische Einstellung zur Arbeit, mangelnder Anschluss an Altersgenossen (Soziale Gruppe), nicht vorhandene Lebensplanung sowie mangelnde Eigenständigkeit.
Die Marburger Richtlinien stammen aus dem Jahr 1954. Seitdem wird versucht, ihre Kriterien zu präzisieren.

## Quelle
- Monatsschrift für Kriminologie und Strafrechtsreform (MSchrKrim) 1955, S. 60